# 澱粉分解過程
澱粉分解過程（Amylolytic process、amylolysis）是通過酸或酶（例如澱粉酶）的作用，將澱粉轉化為糖的過程。澱粉分解過程用於從穀物中釀造酒精。由於穀物中含有澱粉，但是幾乎不含或完全不含單糖，因此通過澱粉分解工藝，從澱粉中衍生出生產酒精所需要的糖。

## 植物
目前已知磷酸葡聚糖磷酸酶（SEX4）、LSF1、β-澱粉酶（BAM）和澱粉脫支酶（DBE）等都參與著調控葉片支鏈澱粉的分解過程。SEX4參與調控支鏈澱粉C6或C3位點結合磷酸的水解，而LSF1參與支鏈澱粉C3位點結合磷酸的水解，並且促進可溶性葡聚糖的釋放。BAM與DBE可以催化葡聚糖分解為麥芽糖、少量的麥芽三糖和長鏈低聚麥芽糖。